# El llibre dels cinc anells
El llibre dels cinc anells (en japonès Go-rin no sho) és un tractat sobre el Kenjutsu escrit per Miyamoto Musashi en la seua vellesa, durant el seu retir d'ermità en la Cova de Reigendo en 1643, i finalitzat el 19 de maig de 1645, poques setmanes abans de la seua mort. El llibre està dedicat al seu deixeble Teruo Magonojo.
Es considera un tractat clàssic sobre l'estratègia militar del Japó, en una línia semblant a l'L'Art de la guerra, escrit per l'estrateg xinès Sunzi.
A diferència d'altres samurais o ronin, Musashi va rebutjar en el seu moment la idea de fundar una escola de kenjutsu (la qual més tard perfeccionaria i anomenaria com Niten Ichi Ryu) aprofitant la seva fama i prestigi en tot el Japó de l'època, i va preferir una vida més espartana de dedicació exclusiva a l'estudi de l'art de l'espasa mitjançant constants viatges i vagabunderies per tot el país.

## Transcurs
Musashi desenvolupa la seua tècnica a partir del no-res. En els seus dos primers duels contra Arima Kihei del Shinto Ryu, i en el duel amb el Mestre Akiyama de la província de Tajima és quan Musashi s'adona de la veritable potència de la seua tècnica, i comença a estudiar amb més profunditat el seu propi estil i el dels seus contrincants, desenvolupant una tècnica superior. Amb els anys va ser aprenent l'art de l'estratègia mentre polia la seua tècnica i aprenia sobre l'espasa. Finalment en el seu retir decideix recopilar-lo tot en un únic llibre, un dels manuals més complets que existeixen sobre esgrima i estratègia.

## Sobre l'autor i l'obra

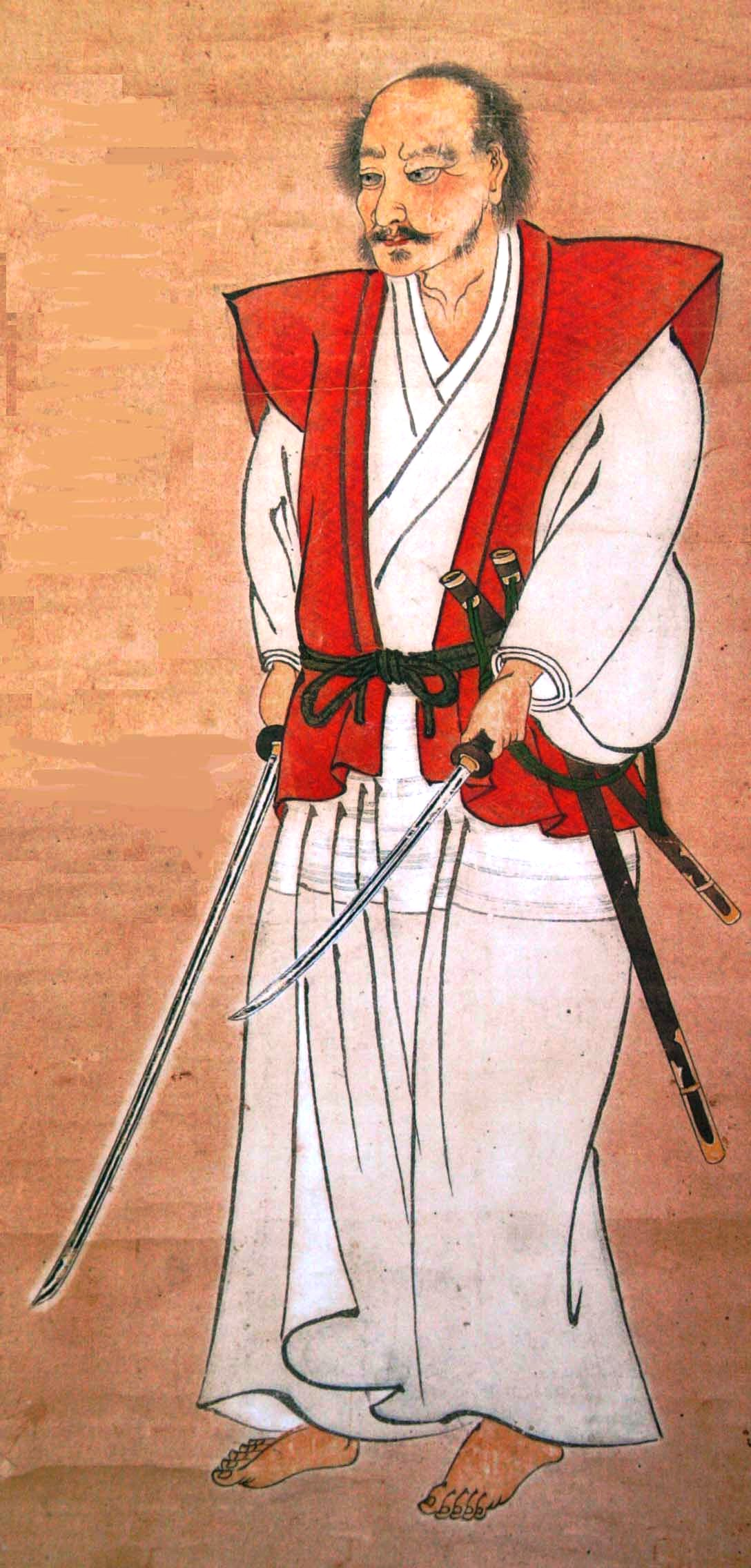
Autoretrat de Miyamoto Musashi. 1640.

Miyamoto Musashi va nàixer per a transformar-se en el major samurai de la seua època. Sent un orfe criat per un oncle seu, des d'enjorn es va interessar per les arts militars, inspirades en l'ensenyament del Zen, Sintoisme (la religió tradicional del Japó) i Confucionisme. En elles, va estudiar Kenjutsu, l'art de l'Espasa, que els seus virtuosos ideals foren adoptats per Musashi tota la vida.
Des de la primera lluita, als tretze anys, va conèixer el sabor de la victòria. Als 17 anys, com era comú en l'època, part en Musha Shugyo, una jornada d'acte-perfeccionament, que els samurais viatjaven de ciutat en ciutat, cercant oponents forts per a provar la seua habilitat.
El Musha Shugyo de Musashi ho va dur a tenir més de 60 combats entre els 17 i 30 anys, mai sent derrotat. Aquestes disputes quasi sempre es coronaven amb la mort del rival. Actituds com aquesta, per als nostres ulls occidentals poden semblar cruels, però, per a aquell grup de nobles integrants de la classe més bastada, la mort s'encarava amb naturalitat. De fet, als samurais se'ls ensenyaven les arts militars, perquè es transformaren en bons estrategs, valents i aptes a prendre decisions extremes, ràpidament. En guerres i disputes, la seua actitud era serena, encara enfront de la mort. Aquell que trobava la il·luminació per mitjà del Kenjutsu, desenvolupava una decisió precisa de la realitat, premiada amb una conducta digna i honesta. Musashi va ser un mestre en el Camí de l'Espasa. Va cercar la perfecció en l'art de l'esgrima, fins que la seua fama arribara a les principals corts del Japó.
Als 30 anys, després de vèncer a Sasaki Kojiro, considerat un dels més hàbils samurais de l'època, Musashi va passar per un gran canvi espiritual. Conforme va escriure anys més tard en la seua obra més famosa, el Llibre dels Cinc Anells, Musashi sentia que va vèncer aquests duels no per haver dominat l'estratègia, sinó que per ser més fort, preparat o simplement per sort. Passa llavors, a cercar el significat més profund del Camí de l'Espasa, que ho duu a entrar en contacte amb altres formes d'art com escultura, pintura, cal·ligrafia i també la meditació Zen.
Fou als 50 anys que finalment Musashi va arribar al seu objectiu de comprendre els principis del camí, conforme va escriure en la introducció del Llibre dels Cinc Anells. Prop d'aquesta època va establir el seu estil, el Niten Ichi Ryu.
Al final de la seua vida, sentint la proximitat de la fi Musashi es va aïllar en la cova de Reigando, en l'illa de Kyushu, on es va quedar durant un any i vuit mesos, deixant registrat el seu ensenyament per a les futures generacions. El resultat fou el Gorin No Sho, o El Llibre dels Cinc Anells, com es coneix en l'Occident.
Musashi Sensei va escriure El Llibre dels Cinc Anells per al seu deixeble Terao Magonojo. Poc temps després de concloure l'obra, Musashi va morir als 61 anys de causes naturals. Des de llavors van passar deu generacions de deixebles, que continuen preservant el seu ensenyament en el Kenjutsu.
El Llibre dels Cinc Anells no es va restringir solament als practicants de l'art de l'espasa. Avui és referència per a homes de negocis i de màrqueting del Japó. Des de la dècada del 80, publicat també en l'Occident, es considera com un dels millors guies psicològics d'estratègia, excel·lent per a professionals que necessiten imposar la seua marca, per mitjà de campanyes i tàctiques de vendes en el competitiu món d'avui.
Aquesta obra d'estratègies militars que podria ser aplicada en "qualsevol situació que exigisca planificació i tàctica", va ser concebuda per Musashi, el sant de l'espasa, poc abans de morir. Els seus últims dos anys de vida van ser dedicats a immortalitzar la filosofia que va desenvolupar mentre trillava el Camí de l'Espasa.

## Divisió de l'obra
El Llibre dels Cinc Anells comença amb una introducció, on el mateix Musashi fa una breu presentació d'ell mateix, exposa la seua experiència com a guerrer i la seua dedicació per a adquirir els principis del Camí de l'estratègia del Niten Ichi Ryu. Sota aquesta escola es basa el llibre, el qual es divideix en cinc volums seguint aquest ordre:
- El Manuscrit de la Terra
- El Manuscrit de l'Aigua
- El Manuscrit del Foc
- El Manuscrit del Vent
- El Manuscrit del Buit

Els noms d'aquests manuscrits estan inspirats en els noms d'alguns dels elements que conformen la naturalesa d'acord amb la filosofia budista.

### El Manuscrit de la Terra
Aquest apartat tracta sobre la importància de l'estratègia militar, o com ell ho anomena: el Camí "de l'estratègia". En aquest manuscrit estableix quin és l'esperit i els requisits morals per a aprendre aquest Camí. Recalca que la seua escola ensenya l'avantatge que ofereix l'estil de combat amb dos sabres al mateix temps: el sabre llarg (katana) i el curt (wakizashi).
Fa comparances del camí estratègic del guerrer amb el camí d'altres oficis tals com el de l'agricultor, del comerciant, etc.
També en aquest manuscrit, Musashi fa un preàmbul d'aquest i els altres manuscrits. Ací Musashi explica sobre que tracta la seua obra i com es divideix.
Musashi compara les característiques del sabre amb les d'altres armes tals com la llança, l'arc i la naginata.
S'explica també la importància de manejar adequadament els temps i ritmes en l'estratègia. Açò implica fer les coses en el temps precís o oportú per a triomfar.
Musashi també tracta sobre la planificació, organització i lideratge usant comparances metafòriques. Una de les metàfores més destacades és la "del fuster". Ací s'explica amb millor detall com ha de ser aplicada l'estratègia. En l'antic Japó li deien "fuster" a l'arquitecte o al constructor d'edificis i no al que fa només mobles, perquè en aquell temps les edificacions comunes eren de fusta i només les fortificacions o castells eren de pedra i fusta. Així que quan Musashi tracta sobre el "Camí del fuster" en realitat es refereix al "Camí de l'arquitecte".
Usant la comparança de l'arquitecte, Musashi estableix com ha de ser aplicada l'estratègia: així com un arquitecte planifica posant el projecte en la seua mesura correcta i sobre la base d'aquest pla realitza el treball, així s'ha d'aplicar l'estratègia en el camp militar o en altres oficis. Després, Musashi descriu que aquell que dirigeix correctament la construcció, selecciona la fusta bona i forta per a les columnes o pilars, la fusta menys forta per a llindars, portes. Les fustes nuoses o de dolenta qualitat serveixen per a ajudar a la construcció, com el fer bastides, i després per a fer llenya. Amb aquesta descripció, Musashi ensenya que en tota empresa o projecte s'ha de col·locar tot el material amb què es compta, en el lloc que li correspon per a assolir l'èxit. És a dir, si no s'assoleix distribuir tots els recursos apropiadament per a assolir una meta, llavors simplement es fracassarà. O dit figuradament: si s'usa fusta nuosa per a construir columnes, aquestes tard o d'hora fallaran i cauran, i tota la construcció s'enfonsarà.
Després Musashi segueix usant la comparança de l'arquitectura amb el Camí de l'estratègia i diu que el cap de construcció designa els seus homes adequadament: els especialistes per a fabricar les diferents capes de pisos, especialistes per a construir portes, llindars, llindes, sostres, etc. La gent menys preparada és usada per a ensamblar, fabricar tascons i treballs diversos. Amb aquesta comparança Musashi ensenya que el líder ha de seleccionar apropiadament el personal que reunisca el perfil adequat per a assolir la realització dels seus projectes. El líder ha de conèixer les habilitats de cadascun dels seus subordinats i, per tant, saber delegar. Aquell dirigent que no conega les característiques del seu personal, tendeix al fracàs. Un líder ha de saber destriar qui del seu personal pot ajudar o ocupar-se millor en una determinada labor.
Mushasi segueix fent més comparances de l'arquitectura amb l'estratègia, que ja no cabrien en aquest article, però aquestes comparances contenen principis molt valuosos per a assolir l'èxit. Mushasi remata la secció de les comparances amb aquesta frase: "Inserisca aquestes paraules (del llibre) en el seu cor, cal investigar més sobre açò".
El mestre Musashi estableix els principis per a arribar a aquest Camí:
- Pensa honestament.
- Entrena constant i mentalment.
- Posa't al tant de diverses arts marcials.
- Coneix els Camins d'altres professions.
- Distingeix els avantatges i desavantatges de qualsevol assumpte
- Aprèn a veure les coses amb un enfocament precís.
- Percep i comprèn aquelles coses que a primera vista no es poden veure.
- Para esment encara en els detalls menuts.
- Fes coses útils.

Sobre l'anterior, Musashi afegeix: "Posa aquests principis en el teu cor per a entrenar-te en el Camí de l'estratègia. Si no mires les coses des d'una àmplia perspectiva serà difícil que arribes a ser un expert en l'estratègia".
Més endavant afirma que qui domina aquest Camí és capaç de doblegar a més de vint enemics, el líder que aplica el Camí de l'estratègia és capaç de dirigir competentment als seus subordinats. Finalment, culmina les lliçons del manuscrit amb aquesta frase: "Saber com es guanya, ajuda a un mateix i al prestigi, açò és el Camí de l'estratègia".

### El Manuscrit de l'Aigua
En aquest apartat s'expliquen els mètodes per a arribar a la victòria, usant certes postures, tècniques per a empunyar el sabre correctament, per a moure el cos, diferents tècniques de tall, el maneig de ritmes, temps, de com combatre contra diversos adversaris alhora. L'interès de Musashi se centra en el fet que vol que el practicant aprenga a moure's adequadament adquirint una flexibilitat natural adaptant-se a les circumstàncies amb una fluïdesa com la de l'aigua que s'adapta a la forma del recipient o de la llera que ho conté. Diu Musashi: "seguint l'aigua com a model, l'esperit ha de ser com l'aigua".
Però abans de començar formalment les lliçons, Musashi recomana emfatitzant que el seu llibre ha de llegir-se de bon tros amb deteniment: "Si interpretes aquests textos a la lleugera, cometràs molts errors en el Camí". Més endavant recalca: "No lliges per llegir, ni imites, sinó que has de tenir interès per descobrir tu mateix aquestes coses, s'ha de reflexionar".
Després, dona consells importants sobre l'estat d'ànim ideal, en les quals recomana estar en equilibri, l'ànim no ha d'estar sobresaltat però tampoc minvat. No hem de sentir-nos molt però tampoc sentir-nos menys. Musashi diu que els sentiments no han de dominar al cos, ni el cos dominar als sentiments, ha d'haver un equilibri. El que sí que ha de dominar a tots és la intel·ligència. La saviesa en el camp de batalla és el que domina.
Després d'aquests útils consells aplicables no només en les arts marcials sinó també en la vida diària, Musashi comença formalment la seua càtedra de tècniques. L'explicació d'aquestes tècniques involucren reflexió tal com Musashi ho adverteix, pel que les seues lliçons del maneig del sabre poden considerar-se metàfores que poden aplicar-se en qualsevol activitat de la vida, de fet Musashi durant quasi tot el llibre després que explica una tècnica sempre acaba cada lliçó amb frases com: "S'ha d'estudiar açò bé", "s'ha de pensar açò amb cura", "has d'examinar açò per a comprendre'l" o "cal reflexionar", és a dir, ell convida que es veja més enllà de la simple lectura. El mestre Musashi diu referent a això: "Pensa a fons cada lletra i cada paraula d'aquest llibre". Per tant, com les seues lliçons són metafòriques, dona lloc a diferents significats o interpretacions que s'identifiquen o s'emmotlen a qualsevol activitat en la vida diària i que no necessàriament tinga a veure amb les arts marcials.
Entre les tècniques que guarden comparances o metàfores destaca per exemple:
Vista i Percepció, unint ambdós ulls. Amb "unint ambdós ulls" Musashi es refereix que cal saber combinar l'ull de la vista amb l'ull de la percepció. Ací se li dona importància a la percepció que la simple vista en si. Musashi diu "La percepció és forta i veu allò on la vista és feble". S'han de veure les coses des d'una perspectiva àmplia diferent al normal. Les coses properes s'han de veure com si estigueren lluny i les coses llunyanes com si estigueren prop. Açò significa que cal cercar sempre l'enfocament adequat per a comprendre les coses. S'ha de veure sense girar els ulls, és a dir, desenvolupar la visió perifèrica. Mirar atentament i sense distraccions.
Altres tècniques importants són les dites Les cinc postures, les quals són cinc postures bàsiques de posar-se en guàrdia. Però Musashi aclareix que aquestes postures no són per a defensar sinó que són per a atacar. Independentment de la postura que un adopte, el primordial és pensar en la intenció de tallar a l'enemic.
Pràcticament l'essència de les lliçons de Musashi en el maneig dels dos sabres gira entorn d'unes tècniques dites Les cinc tècniques, les quals consisteixen en cinc formes bàsiques d'atac i que tenen relació directa amb les cinc postures citades anteriorment.
Altra de les tècniques que val la pena esmentar és la dita Postura sense postura. Ací s'aplica un principi que consisteix en "posar-se en guàrdia sense posar-se en guàrdia". Açò és que en el combat no s'ha d'estar sempre amb una postura fixa, sinó que s'ha de canviar constantment la posada en guàrdia d'acord amb les circumstàncies, de la mateixa manera com l'aigua canvia de forma segons la forma de la llera per on flueix. Aquest és el motiu del nom del manuscrit. Aquests canvis són dinàmics fent l'efecte que no s'adopta una postura, no obstant això allí estan, a ull no es veu, però allí estan eixes cinc tècniques que s'han esmentat anteriorment. Novament Musashi sorprèn amb un altre dels seus ensenyaments filosòfics a pesar que usa frases simples. "Si penses només a colpejar o tocar a l'enemic, llavors probablement no el tallaràs. Més aviat, és important pensar en la necessitat de tallar-lo. Hem d'examinar a fons açò". Una de les interpretacions sobre açò, es refereix que en qualsevol activitat en la vida diària es deu sempre visualitzar la meta, si no es visualitza, mai s'arribarà a eixa meta. Dit en altres paraules: si s'ataca sense pensar o sense visualitzar que es talla a l'adversari, llavors probablement mai es tallarà. O siga, que s'ha d'actuar sempre tenint present en la ment, quins són els objectius veritables. Un projecte sense objectius definits, condueix al no-res.
Després de diverses tècniques més. El mestre acaba aquest manuscrit recapitulant les lliçons anteriorment exposades i encomana al lector: "Recorda que per a vèncer en l'estratègia del sabre, primer aprèn les cinc postures, les cinc tècniques, recordant el Camí del Sabre". Recomana altra vegada a manera de repàs, manejar correctament el cos i el sabre suaument amb naturalitat, amb ritme.
Després agrega: "Encara que vences a l'enemic sense voler aprendre (els principis d'aquest llibre), així i tot no vas pel veritable camí de l'estratègia. En canvi si els aprens, llavors seràs capaç de vèncer a desenes d'homes".

### El manuscrit del Foc
En aquest manuscrit es veuen tècniques que tenen a veure amb diverses situacions tals com l'ambient on s'està barallant, manejar l'estat d'ànim de l'oponent, quines actituds adoptar segons determinada situació, com aplicar la tècnica adequada segons la circumstància, com aplicar estratègies per a enganyar i sorprendre al rival i altres tècniques interessants.
En aquest apartat el mestre Musashi una vegada més reafirma que el seu "Camí de l'estratègia" és el mètode segur perquè un sol home puga vèncer a cinc o a deu homes. Sempre es repeteix el raonament dels manuscrits anteriors sobre que si "un home pot colpejar a deu, llavors mil homes poden colpejar a deu mil".
Però Musashi no només és un guerrer, també és un gran pensador i novament acompanya les seues lliçons fent comparances amb situacions de la vida quotidiana. Per el qual moltes de les seues tècniques tenen noms metafòrics.
En aquest manuscrit destaquen els tres mètodes per a anticipar-se a l'enemic en l'atac: un mètode es diu Ken No Sen, en el qual nosaltres prenem la iniciativa. Un altre es diu Tai No Sen, el qual tracta de com estar preparat quan l'enemic pren la iniciativa. I el tercer mètode Tai Tai No Sen tracta de quan ambdós combatents comencen al mateix temps l'atac.
Un altre dels ensenyaments importants del mestre és quan compara una travessia marítima amb determinada circumstància que se'ns puga presentar en la vida, ací el mestre diu que coneixent la ruta marítima, les circumstàncies tals com l'estat del clima, l'adreça dels vents, sabent com manejar adequadament la vela per a aprofitar els vents favorables o fins i tot amb vent en contra es pot remar i arribar a port segur. Aquesta mateixa filosofia s'aplica en una contesa contra l'enemic. Així com un s'obri pas pel mar, així s'ha d'obrir pas entre les files de l'enemic, s'ha de conèixer la ruta i les circumstàncies per a vèncer. Musashi diu referent a això: "En l'estratègia, també és important solcar la travessia enmig de la lluita".
Altra tècnica interessant és la dita Fer-se l'enemic. Aquesta es refereix que cal posar-se en les sabates de l'enemic, és a dir, des del seu punt de vista. Musashi ho explica d'aquesta manera: "generalment la societat es convenç que un lladre dins d'una casa és un enemic fortificat, si es veu des de fora. Però si imaginàrem ser eixe lladre, llavors sentirem que tots els quals estan fora són els nostres enemics i les eixides estan copades, és una sensació desesperada. El qual està tancat se sent com un faisà i el qual intenta entrar per a atrapar-lo li sembla que és un falcó". Després Musashi adverteix: "si et convences que l'enemic és fort, llavors et tornes cautelós", açò significa que et preocupes més a defensar que a atacar, i açò va en contra dels principis de Musashi, ja que Musashi prioritza pensar a atacar abans que pensar a defensar-se, tal com ho recomana en el manuscrit de l'aigua.
El mestre diu que si estàs preparat, si entens l'esperit de l'estratègia, llavors no tens per què preocupar-te. No cal obsessionar-se amb la preocupació sobre les qualitats de l'oponent, ja que si es pensa en això, segurament es va a perdre. Més aviat, s'ha de pensar què és el que pensa ell de nosaltres, pensar que ell també es preocupa de nosaltres, posar-nos en el seu lloc. En altres paraules: No ens fixem en el que és l'enemic capaç de fer-nos sinó fixem-nos en el que podem fer-li a ell. No hem de pensar que l'enemic és bo, sinó que hem de procurar que l'enemic pense que nosaltres som molt bons. Si combatem pensant que l'enemic creu que som molt destres, del que som capaços de fer-li, llavors estem lluitant amb avantatge. El mateix Musashi afirma que si fem que l'enemic pense que nosaltres som mestres experts, llavors probablement ell serà derrotat. Mentre estem barallant hem de pensar que ell es preocupa del que som capaços de fer-li. Amb aquesta mentalitat es guanyen les batalles.
Altra tècnica notable de Musashi és la qual es diu El canvi de la muntanya i el mar. Aquesta diu que no és recomanable usar la mateixa tècnica contra l'adversari. Es permet fins a dues vegades, però no més d'ací. Si s'utilitza una tècnica que ha fallat dues vegades, llavors no té cas repetir una tercera. S'ha de canviar de mètode. Musashi ho explica de forma poètica: "Si l'enemic pensa en la muntanya, imposa'l el mar; i si ell pensa en el mar, imposa'l la muntanya. Aquest és el Camí de l'estratègia. Açò és propi perquè ho investigues curosament". Una vegada més el mestre japonès convida a la reflexió perquè s'aplique en la vida diària.
Després d'aquesta i altres tècniques, Musashi acaba el manuscrit garantint a l'estudiant que el Camí de l'estratègia ho mantindrà ferm com una roca sense que ningú puga moure'l. Després, com un avenç del que tractarà en el següent manuscrit, compara el seu Camí amb el camí que ensenyen altres escoles i diu que eixes escoles no ensenyen el camí veritable del cos i l'esperit encara que semble que sí. Musashi garanteix una vegada més que si un aprèn correctament el seu Camí, no hi ha dubte que guanyarà.

### El manuscrit del Vent
Aquest volum també podria anomenar-se el Manuscrit de l'Estil, ja que el caràcter japonès per a "vent" també significa "estil". Aquest manuscrit és una sèrie de comparances entre els ensenyaments de Musashi i les tècniques d'altres escoles de sabre. El mestre porta a col·lació els defectes d'eixes escoles. Eixes escoles s'estanquen en velles tradicions, en canvi, l'escola de Musashi és més pràctica i avantguardista.
Musashi també critica a aquelles escoles que només tenen interès comercial, allunyant-se del veritable esperit i que només es preocupen per la grandària del sabre en comptes de preocupar-se de la grandària de l'esperit o estat d'ànim d'un mateix i de l'enemic.
Musashi diu que si es percep l'estat d'ànim i les intencions de l'adversari, és el que ajuda a guanyar en comptes de mirar la grandària de les seues armes. Musashi valora més el percebre que el mirar.
El mestre critica a eixes escoles que li donen excessiva importància a les postures en guàrdia. Musashi diu que les postures tenen l'esperit defensiu en comptes de l'esperit combatiu del camí de l'estratègia. A Musashi no li agrada el caràcter estàtic i defensiu de les postures encara que les postures com exhibició estarien bé, però en un combat no tenen utilitat pràctica llevat que s'aplique la tècnica Postura sense postura explicada en el manuscrit de l'Aigua, on les postures adquireixen un caràcter dinàmic i que és el que li agrada a Musashi.
Musashi critica els protocols d'eixes escoles que li donen més importància a les tradicions que al veritable creixement de les habilitats del deixeble.
Aquests són alguns dels defectes d'altres escoles que Musashi descriu en el manuscrit. Musashi adverteix que per a comprendre el que ell ensenya, és necessari conèixer per endavant els errors de les tècniques ensenyades en altres escoles.

### El manuscrit del Buit
Aquest és l'últim i el més curt dels manuscrits. Curiosament el caràcter japonès per a "buit" també significa "cel". Ací Musashi dona les seues últimes recomanacions i aconsella no apartar-se del camí veritable, mantenint un esperit obert, buidat, clar i sense confusions. Musashi diu d'açò: "el guerrer poleix el seu cor i ment, a l'instant de no caure en la foscor d'un cor confós. També el guerrer exercita en la vida diària la vista i percepció sense que s'ennuvolen i quan el cel de la incertesa se li aclareix, ací està el Buit veritable”.
Regressant al primer manuscrit del llibre, el de la Terra, en la secció en el qual es fa una introducció dels cinc manuscrits, Musashi així descriu el combat amb el Buit: "Es raona (l'après) i un se separa d'eixa raó lliurement. El Camí de l'estratègia consisteix a combatre amb llibertat i de manera natural". Amb aquesta frase, Musashi conceptua el Buit en la ment, és a dir, que hem de combatre sense detenir-nos a pensar en els seus ensenyaments, més aviat hem de combatre amb naturalitat quasi instintivament, aplicant és clar els seus ensenyaments, però sense pensar en elles en el moment de combatre i aquest "no pensar" és precisament quan "un se separa d'eixa raó lliurement" del que s'ha après, açò és el Buit.
Aquest és el màxim nivell al que pot arribar un combatent, al que quasi ningú o molt pocs arriben i que se suposa que Musashi ho assolí: barallar amb el Buit en el seu esperit. Per alguna cosa el caràcter japonès per a "buit" significa també "cel". Barallar en aquest estat o nivell, és el sublim, és com arribar al cel.

## Llegat
Després de la II Guerra Mundial, Japó quedà devastat. No obstant això, assolí alçar-se. Aquest ressorgiment fou conceptualitzat erròniament a Occident com "el miracle japonès". No hagué tal miracle, sinó que fou treball, disciplina i dedicació. Tot això fou inspirat per les seues creences i conviccions, especialment les budistes i per la disciplina apresa de pròcers tals com Miyamoto Musashi.
Els conceptes del llibre dels Cinc Anells, foren un dels motors que impulsaren el renàixer del Japó després de la guerra. Les estratègies ensenyades en aquest llibre no són privatives del combat amb sabre, sinó que són aplicables en qualsevol activitat o ofici. Els empresaris japonesos aprofiten hàbilment els ensenyaments d'aquest llibre, i vist des d'eixa perspectiva es comprèn perquè diverses companyies japoneses tals com fabricants d'actuacions, electrònics, etc., han tingut èxit a nivell mundial. Cada ensenyament d'aquest llibre es pot interpretar adaptant-la a la professió a la qual un està dedicat.
El mateix Musashi demana que s'escodrinyen les seues paraules lletra per lletra per a assolir el millor enteniment. Aparentment no és més que un simple llibre d'arts marcials, però darrere de les seues lletres s'amaguen altres ensenyaments que un ha de descobrir pel seu propi compte, tal com ell ho demana. Aquesta és una de les raons per les quals un dels nou principis que Musashi exposa en el primer manuscrit és aquell que diu: "Percep i comprèn aquelles coses que a primera vista no es poden veure", és a dir, Musashi no vol que el seu llibre es llija a la lleugera, sinó que es veja més enllà de cada paraula. Per això, Musashi, després de cada lliçó, sempre repeteix quasi les mateixes frases: "S'ha d'estudiar açò més a fons", "Has d'investigar açò bé", etc
La mentalitat dels agricultors, artistes, artesans, pintors, escultors, arquitectes, enginyers i d'altres professionals al Japó, està inspirada de forma conscient o inconscient per la filosofia exposada en el llibre dels Cinc Anells.